# Daniel-François-Esprit Auber

Daniel-François-Esprit Auber, fotografiert von Nadar

Daniel-François-Esprit Auber (* 29. Januar 1782 in Caen; † 12. Mai 1871 in Paris) war ein französischer Komponist.
Auber machte zunächst nach dem Willen seiner Eltern eine kaufmännische Ausbildung in London. Als er 1803 nach Paris zurückkehrte, wurde er von Luigi Cherubini dazu ermutigt, Musik für die Bühne zu komponieren. Den Durchbruch erreichte er 1820 mit seiner Oper La bergère châtelaine (Die Schäferin als Edeldame). Im Jahr 1842 wurde Auber Leiter des Pariser Konservatoriums und 1857 „Kaiserlicher Kapellmeister“. Auber starb im Alter von 89 Jahren in Paris. Er ruht dort auf dem Friedhof Père-Lachaise.

## Leben
Daniel-François-Esprit Auber wurde in der Normandie geboren, wohin seine Eltern von Paris aus eine Reise gemacht hatten. Er wurde von seinem Vater, einem wohlhabenden Kunsthändler in Paris, für den Handelsstand bestimmt. Aus Liebhaberei trieb er nebenbei Musik, und die Kompositionen, in denen er sich versuchte (Romanzen, Cellokonzerte für den Cellisten Jacques-Michel de Lamare, Trios, auch eine Operette etc.), wurden beifällig aufgenommen.
Ein Umschlag in den Verhältnissen des Vaters nötigte ihn, die Musik zu seinem Lebensberuf zu machen. Er unterzog sich Studien am Konservatorium unter Luigi Cherubinis Leitung. Nach deren Beendigung komponierte er zuerst eine Messe (aus der einzelne Stücke später in die Oper Die Stumme von Portici übergingen) und brachte dann mehrere kleine Opern auf die Bühne, die kaum Beachtung fanden.
Mit der komischen Oper La bergére châtelaine (1820), wozu ihm Feydeau den Text geliefert und Rossini, der damals alle bezauberte, zum Muster gedient hatte, fing er an zu gefallen. Von Vorteil für Auber wurde seine Verbindung mit Eugène Scribe, der ihm die Texte schrieb.
Es folgten zunächst Opern wie Emma, Léocadie und Leicester, die ebenfalls erfolgreich waren, aber nicht viel über Frankreich hinaus bekannt wurden. Die erste Oper, die auch in Deutschland (besonders durch Vermittlung Henriette Sontags) Aubers Werk beliebt machte, war Der Schnee (1823).
Noch größeren Erfolg hatte im folgenden Jahr sein Maurer und Schlosser. Nach Ausführung einiger anderer Opern, wie Fiorilla (1826), Die Braut (1827), trat Auber 1828 mit seinem Hauptwerk La muette de Portici (deutsch: Die Stumme von Portici) hervor, welche einen Triumphzug durch die Welt machte und ihn an die Spitze der neuen Richtung der französischen großen Oper stellte.
Auch die nächste Leistung Aubers, die komische Oper Fra Diavolo (1829), wurde ein Lieblingsstück des Publikums. In seinen zahlreichen späteren Werken hat Auber diese Höhe nicht wieder erreicht; die Routine nahm überhand, das Streben nach Effekt mit oft raffinierter Anwendung äußerlicher Mittel trat in den Vordergrund. So in seinen großen Opern Gustav oder der Maskenball (1833), Der Feensee (1839) und in den komischen Opern Die Gesandtin (1836), Der schwarze Domino (1837), Die Krondiamanten (1841), Carlo Broschi oder des Teufels Anteil (1842), Haydée (1847) und Die Cirkassierin (1861).

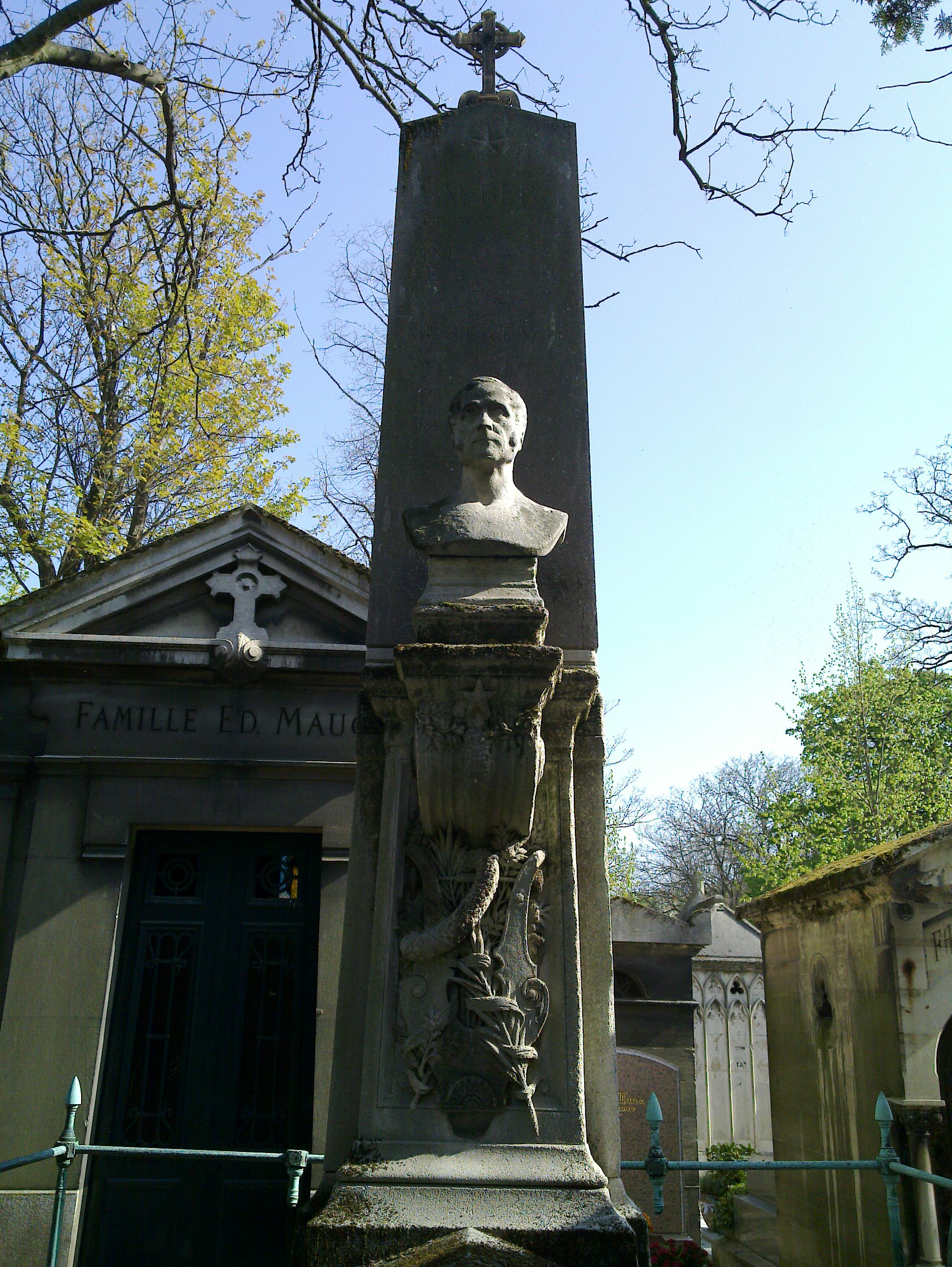
Aubers Grab auf dem Friedhof Père-Lachaise in Paris

Auber, 1825 zum Ritter der Ehrenlegion ernannt, wurde 1829 Mitglied der Akademie der schönen Künste, 1846 assoziiertes Mitglied der Königlichen Akademie der Wissenschaften und Schönen Künste von Belgien (Classe des Beaux-Arts), 1842 an Luigi Cherubinis Stelle Direktor des Pariser Konservatoriums, 1847 Kommandeur der Ehrenlegion und erhielt 1857 den Ehrentitel eines kaiserlichen Hofkapellmeisters. 
Mit seiner Eröffnungsmusik zur Londoner Weltausstellung von 1862 musste er vor Giacomo Meyerbeer zurückstehen.
Nach einer mehrjährigen Pause seiner Tätigkeit überraschte er noch kurz vor seinem Tode die Welt mit drei neuen Opern: La fiancée du roi de Garbe (1864), Le premier jour de bonheur (1868) und Réves d’amour (1869), die nur einen Achtungserfolg zu erzielen vermochten.
Auber starb am 13. Mai 1871 in Paris, nachdem er ein Jahr zuvor von der Leitung des Konservatoriums, um das er sich namhafte Verdienste erworben hatte, zurückgetreten war. Er hat im ganzen über 40 Opern hinterlassen.
Als Kind der modernen Pariser Kultur schuf er diejenige Opernform, welche dem Scribeschen Lust- und Intrigenspiel und somit dem hauptstädtischen Leben und Geschmack entsprach, und in welcher der Ausdruck einfacher, natürlicher Empfindung hinter dem eleganten Konversationston zurücktreten musste.
Diesem leichten Genre (als dessen gelungenste Produktionen wohl Maurer und Schlosser und Fra Diavolo zu bezeichnen sind) ist die Spielgewandtheit der französischen Opernsängerinnen ebenso unentbehrlich ist wie der Oper Rossinis die Virtuosität italienischen Gesangs.
Unter Aubers großen und ernsten Opern steht Die Stumme von Portici isoliert. Mit diesem Werk trat der Tondichter aus dem leichtfertigen Pariser Genussleben hinaus auf den heißen Boden einer politisch aufgeregten Zeit und wusste bedeutsame Situationen durch Musik zu illustrieren. In Aubers Testament fand sich ein Preis von 5000 Franc ausgesetzt, der alljährlich für die beste komische Oper verteilt werden soll.

## Werke (Auswahl)

### Opern
- La neige, ou Le nouvel Eginard (Der Schnee), 1823
- Le maçon (Maurer und Schlosser), 1825
- La muette de Portici (Die Stumme von Portici), 1828, nach Walter Scotts Peveril of the Peak
- La fiancée, 1829
- Fra Diavolo, ou L’hôtellerie de Terracine (Fra Diavolo oder Das Gasthaus von Terracina), 1830
- Le Philtre, 1831
- Gustave III. ou Le bal masqué, 1833
- Lestocq, ou L’intrigue et l’amour, 1834
- Le cheval de bronze (Das Bronzepferd), 1835
- L’ambassadrice, 1836
- Le domino noir (Der schwarze Domino), 1837
- Le lac des fées, 1839
- Les diamants de la couronne (Die Krondiamanten), 1841
- Haydée, ou Le secret, 1847
- Marco Spada, 1853
- Manon Lescaut, 1856
- La fiancée du Roi de Garbe, 1864

## Würdigungen
Auber ist Namensgeber der rue Auber in Paris, die den place de l’Opéra mit der rue du Havre verbindet, und die v. a. durch die Station Auber der Linie A des Regionalexpreßnetzes RER bekannt ist.